# Асеев, Юрий Сергеевич
Ю́рий Серге́евич Асе́ев (13 (26 декабря) 1917, Киев — 4 октября 2005, Киев) — историк архитектуры, доктор архитектуры, заслуженный архитектор Украины (1991), почётный академик Украинской академии архитектуры (с 1992). Праведник Бабьего Яра (2001).

## Биография
Родился в Киеве 26 декабря 1917 года.
Дядей Ю. С. Асеева по матери был Дмитрий Михайлович Дяченко — известный украинский зодчий; дядей по отцовской линии — русский поэт Николай Николаевич Асеев
Учился в 1-й киевской трудовой школе им. Т.Шевченко.
В 1935 закончил Киевский инженерно-строительный техникум.
С 1934 по 1941 учился на архитектурном факультете Киевского инженерно-строительного института, является учеником И. Каракиса.
Во время Великой Отечественной войны помогал изготавливать документы для партизан и жителей Киева, необходимые для спасения от преследования нацистами.
В 1943—1945 годы под руководством П. Д. Барановского проводил обследования и фиксацию повреждённых в годы войны памятников древнерусского зодчества на территории Украины.
1944—1964 — научный сотрудник Академии архитектуры УССР.
Круг научных интересов — история архитектуры, искусствоведение, реставрация и охрана памятников архитектуры, популяризация их.
В Киевском государственном художественном институте с 1953 по 1999 гг. преподавал курс истории архитектуры.
Возглавлял кафедры теории и истории искусства (1964—1966); теории, истории архитектуры и синтеза искусств (1966—1993).
Был проректором по научной работе (1976—1979), с 1973 — профессор.
Ю. С. Асеев внес существенный вклад в изучение и реставрацию древнерусских архитектурных памятников.
Автор более 20 научных реконструкций памятников архитектуры Киевской Руси, в частности: Десятинная церковь, Софийский собор, Кирилловская церковь, церковь Богородицы Пирогощи (все — в Киеве), Спасо-Преображенского собора в Чернигове, древнерусских соборов в Каневе и Белгороде-Киевском.
Ю. С. Асеев состоял действительным членом Всемирной организации охраны памятников, был почётным членом Украинской академии архитектуры (1992), доктором архитектуры (1972), заслуженным архитектором Украины (1991), лауреатом Государственной премии УССР в области науки и техники (1971), членом Союза архитекторов, членом комиссии по воссозданию выдающихся памятников истории и культуры при Президенте Украины (1995).
Похоронен на Байковом кладбище в Киеве.

## Избранные публикации
- Орнаменти Софiï Киïвськоï. К.: 1949;
- Архітектура Кирилівського заповідника // Архітектурнi пам’ятники. К.: 1950;
- Памятники архитектуры Украины: Чертежи и фотогр.: Альбом. К.: 1954;
- Очерки истории архитектуры Украинской ССР. Дооктябрьский период. К.: 1957 (соавт.);
- Асєєв Ю. С. Спаський собор у Чернігові. Пам’ятник архітектури XI ст.— К.: Держбуд-видав УРСР, 1959;
- Древний Киев, X-XVII вв. М., 1956; Архитектура Крыма. К.: 1961 (в соавт. с Лебедевым Г. А.);
- Новые данные о соборе Дмитриевского мон-ря в Киеве // Сов. Арх. 1961.;
- Асеев Ю. С, Лебедев Г. А. Архитектура Крыма. — К.: Госстройиздат УССР, 1961;
- Всеобщая история архитектуры. т.3, — М.: Из-во Академии архитектуры СССР, 1966 (соавт.);
- Історія українського мистецтва. т.1, — К.: УРЕ, 1966 (співавт.);
- Асєєв Ю. С. Архитектура Київської Русі.— К.: Будівельник, 1969;
- Асєєв Ю. С. Мистецтво стародавнього Києва. К.: 1969;
- Подорож в античний світ. К., 1970;
- Киевская София и древнерус. зодчество // София Киевская: Мат-лы исследований. К.: 1973;
- Асєєв Ю. С. Пам’ятки архітектури.— В кн.: Раннєслов’янський та давньоруський періоди Редкол.: В. І. Довженок (відп. ред.) та інш. К.: Наук, думка, 1975, с. 392—413. (Археологія Укр. РСР; Т. 3);
- Асєєв Ю. С. Розповіді про архітектурні скарби. — К.: Радянська школа, 1976;
- Древнерусское искусство эпохи «Слова о полку Игореве» и груз. архитектура эпохи Руставели. Тбилиси, 1977;
- Асєєв Ю. С. Джерела: Мистецтво Київської Русі.— К.: Мистецтво, 1980;
- Асеев Ю. С. Стили в архитектуре. — К.: 1980;
- Асєєв Ю. С. Обриси древнього Києва. — К.: 1981;
- Асєєв Ю. С. Шедеври світової архітектури. — К.: 1982;
- Асеев Ю. С. Архитектура древнего Киева / Рец. И. А. Игнаткин. — Киев: Будівельник, 1982. — 160 с. — 50 000 экз.
- Асєєв Ю. С. Київські етюди. — К.: 1982;
- Асєєв Ю. С. Мистецтво Киïвськоï Русi. — К.: 1984;
- Асеев Ю. С. Архитектор-реставратор Петр Дмитриевич Барановский // Строительство и архитектура. - 1984. - № 11. - С.31;
- Асеев Ю. С.,Орлова Т. И. Гармонизация окружающей среды и проблема синтеза искусств в исторических городах. — К.: 1988;
- Мистецтво Киïвськоï Русi. К.: 1989 (альбом);
- Асеев Ю. С. Стили в архитектуре Украины. — К.: Будівельник, 1989;
- Асеев Ю. С, Дяченко Б. Д. Украинский зодчий Дмитро Дяченко // СА. — 1990. — № 5. — С. 22 −24;
- Професія — архітектор. — Київ, 1991.
- Асеев Ю. С. Мариинский дворец в Киеве. — К.: 1992
- Йосип Юлійович Каракіс (1902–1988): Бібліографічний покажчик / Редкол.: Г. Войцехівська (відп. ред.) та ін.; ДНАББ імені В. Г. Заболотного. — Київ: Укрархбудінформ, 2002. — С. 3. (Автор предисловия[2])
- Юнаков О. Речь академика украинской академии архитектуры Юрия Асеева // Архитектор Иосиф Каракис. — Нью-Йорк: Алмаз, 2016. — С. 447-448. — ISBN 978-1-68082-000-3.